# Ferrovia Hanoi-Lao Cai
La ferrovia Hanoi-Lao Cai (Đường sắt Hà Nội–Lào Cai in vietnamita), è una linea ferroviaria a binario unico e scartamento metrico del Vietnam. Collega la capitale Hanoi con la città di Lao-Cai sul confine cinese. È lunga 296 chilometri ed è stata inaugurata nel 1902 durante il dominio coloniale francese. La ferrovia è connessa con la linea Kunming–Hekou delle ferrovie cinesi, rinnovata nel 2014.
Un'indagine della Railways Investment and Construction Consultancy Company (VRICCC) completata nel 2005 sulla linea ferroviaria ha messo in evidenza lo stato di usura e obsolescenza dell'infrastruttura e la necessità di lavori di manutenzione e adeguamento.